# Iphierga
Iphierga é um gênero de mariposa pertencente à família Acrolophidae.